# Деклоу
Деклоу (на английски: Declo) е град в окръг Каша, щата Айдахо, САЩ. Деклоу е с население от 338 жители (2000) и обща площ от 0,7 km². Намира се на 1286 m надморска височина. ЗИП кодът му е 83323, а телефонният му код е 208.